# Genoplesium morrisii
Genoplesium morrisii är en orkidéart som först beskrevs av William Henry Nicholls, och fick sitt nu gällande namn av David Lloyd Jones och Mark Alwin Clements. Genoplesium morrisii ingår i släktet Genoplesium och familjen orkidéer. Inga underarter finns listade i Catalogue of Life.